# 烟台地方教会
“烟台召会”是在1930年代至1940年代中国基督教新教教派“地方召会”的一个分支，也是中国北方的第一个“地方召会”。

## 歷史
1932年，倪柝声访问山东济南、烟台和黄县，随后李常受在烟台兴起北方第一处“地方召会”。 
1934年，李常受搬到上海，与倪柝声同工。1935年，李常受又被打发到天津，兴起天津和北平两地地方召会的见证。

### 抗戰時期
中国抗日战争爆发，李常受滞留家乡烟台。1940年，李常受开始按照倪柝声的教导，在全国首先实行召会全体事奉。带进1942年底的烟台召会大复兴。随后100多位信徒移民绥远和丹东，在绥远兴起约二十处地方召会，较有规模的包括包头、萨拉齐、陕坝、丰镇隆盛庄和归绥（今呼和浩特）。李常受因聚众引起注意而被日本宪兵关押，释放后秘密离开烟台、去了青岛。

### 內戰後
抗战结束后，八路军占领烟台，烟台召会的李明轩、赵静怀等富裕信徒离开烟台、前往上海。李常受也受邀前往上海和南京带领召会，1949年去台北。在李常受之前，烟台召会的张晤晨、孙丰露等人也去了台湾。